# Aurelian Dochia
Aurelian Dochia (n. 8 martie 1950, Câmpina, jud. Prahova) a fost deputat în Parlamentul României în legislatura 1990-1992. A candidat ca independent pe listele FSN în circumscripția București. Ca membru al Comisiei Economice a Camerei Deputaților, a contribuit activ la elaborarea legislației tranziției, inclusiv a noii Constituții. A făcut parte din delegația Parlamentului României la Consiliul Europei. În ianuarie 1993 a fost numit Președinte al Agenției Naționale de Privatizare, funcție din care și-a dat demisia în luna septembrie a aceluiași an. După ce a renunțat la cariera politică, Aurelian Dochia a lucrat în consultanță economică și financiară pentru instituții internaționale (Banca Mondială, OCDE, Uniunea Europeană) și bancare. Din 1998 a condus activitățile de consultanță în domeniul fuziuni-achiziții dezvoltate în România de banca franceză Société Générale, ulterior BRD-Groupe Société Générale. După 2001 a fost ales membru în Consiliul de Administrație al băncii BRD-Groupe Société Générale.
De profesie economist, Aurelian Dochia a absolvit Academia de Studii Economice din București în 1973. Până în 1989 a fost cercetător științific principal la Institutul de Economie Națională din cadrul Academiei Române. În decembrie 1989 a fost ales director adjunct al Institutului. A obținut titlul de doctor în economie în 1999. A publicat cărți, studii și sute de articole și este foarte prezent în dezbaterile pe teme economice.  